# Hartwig II d'Utlede
Hartwig II d’Utlede (anciennement orthographié Uthlede)  († 3 novembre 1207) fut archevêque de Hambourg-Brême de 1184 à sa mort.

## Biographie
Issu de la famille des ministériels d’Uthlede, ce favori de Henri le Lion fut d'abord notaire du chapitre cathédral de Brême. Son élection à l'évêché passa pour une victoire du parti guelfe sur celui des Hohenstaufen. Chassé en 1189 par les bourgeois de Brême, il trouva refuge en Angleterre, puis à la cour princière de Lunebourg, qui l'appuya dans la reconquête de son diocèse, attribué entre-temps à l'anti-archevêque Valdemar de Schleswig (de). Il retrouva son trône en 1194, mais jusqu'à la paix imposée par l’empereur Henri VI en 1195, dut continuer à combattre ses ennemis, le comte Adolphe III de Schauenburg et les bourgeois de Brême. En 1197-98, il rallie la croisade avortée d'Henri VI en Terre sainte. Sous son règne, la Marche de Stade que son prédécesseur Siegfried avait annexée à l’Évêché de Brême, échut aux Guelfes.
Il fut inhumé dans la Cathédrale de Brême puis ses restes furent transférés en 1225 dans l'église St Ansgar de Brême
qu'il avait fait édifier.